# Passow (Brandeburgo)
Passow es un municipio situado en el distrito de Uckermark, en el estado federado de Brandeburgo (Alemania), a una altitud de 15 metros. Su población a finales de 2016 era de 1500 habs. y su densidad poblacional, 30 hab/km².